# KV40
KV40, acrònim de l'anglès King's Valley 40, és una tomba egípcia de l'anomenada Vall dels Reis, situada a la riba oest del riu Nil, a l'altura de la moderna ciutat de Luxor. Es desconeix qui era el seu propietari, encara que es creu que no era un membre de la reialesa. La tomba es va trobar en molt mal estat i plena de runa, només la part superior del pou accessible. Va ser excavada el 1899 per Victor Loret, però no va publicar cap informe sobre els seus descobriments.